# Czeskie Budziejowice 1
Czeskie Budziejowice 1 (czeski: České Budějovice 1) – część gminy obszaru i katastralnego w Czeskich Budziejowicach tworzące zabytkowe centrum. Powierzchnia obszaru katastralnego wynosi 0,3463 km². Na zachodzie graniczy z Wełtawą, Malše na południu, na wschodzie i na północy z Kanałem Młyńskim. Na obszarze jest zarejestrowany 22 ulice i 465 adresów.